# Mark Anchor Albert
Mark Anchor Albert (13 de marzo de 1961) es un abogado de Los Ángeles, filántropo, empresario y líder laico católico. Ha jugado un papel importante en varios casos que son puntos de referencia, además de fundar organizaciones de apoyo para varias instituciones cívicas y culturales de Los Ángeles, incluyendo La Opera de Los Ángeles y La Orquesta de la Cámara de Los Ángeles. Es el fundador de la Fundación Reina de Los Ángeles (Queen of Angeles Foundation), la cual en el 2011 de forma exitosa revivió la tradición anual de una procesión en honor de Nuestra Señora de Los Ángeles en el Centro de Los Ángeles.

## Niñez y estudios
Albert nació en Los Ángeles, California, cuyos padres son Merrill K. Albert, el famoso abogado y Caryl Hansen. Habiendo sido introducido a la música a una edad temprana por sus padres, Albert canto con el Coro de Niños de Robert Mitchell (Robert Mitchell Boys Choir, también conocido como St. Brendan’s Church Choir) con Neil Diamond en el filme de 1973, Jonathan Livingston Seagull. Asistió a la Universidad de California en Berkeley, donde cursó estudios superiores en literatura comparativa (con énfasis en los lenguajes del romance y literatura). Posteriormente llegó a hablar con fluidez en francés, español y portugués, llegando a poder llevar a cabo conversaciones en italiano. Se unió a la sociedad honorable Phi Beta Kappa en su primer año de universidad. Miembro de la Sociedad Honorable del Decano durante cada término, Albert se graduó en 1984 con un Alto Grado de Distinción en Educación Literaria; la Universidad de São Paulo público su tesis mayor, Forma e Conteudo em o Sohno de Terra, un análisis literario sobre el trabajo notable sobre la fantasía de Álvaro Cardoso Gómez. En el terreno de los deportes universitarios de primer nivel, se convirtió en uno de los boxeadores de primera categoría en los pesos pesados y remó con el equipo universitario, California Lightweight Crew.
Siguiendo la tradición familiar, Albert luego asistió a la Escuela de Leyes de U.C. Berkeley Boalt Hall, donde fue invitado a ser miembro de la prestigiosa revista de leyes, California Law Review en 1987, donde fue editor asociado en 1988. Su tesis mayor, “Liberalización y economía: El caso por el desmantelamiento de la actual estructura reguladora”, fue publicada en 1988 por el Centro Nacional de Servicios Financieros de U.C. Berkeley. Tras su graduación, Albert fue admitido por la Abogacía Estatal de California ese mismo año.

## Carrera legal
Albert empezó a desempeñar su carrera legal en Los Ángeles en 1988. Durante las primeras dos décadas, ejerció un papel principal en una sucesión de empresas, incluyendo Sidley Austin, Hennigan, Bennett & Dorman y Graham & James (ahora conocida como Squire Sanders). En el 2008 fundó su propia oficina de abogados y es considerado como uno de los mejores abogados en su campo. [3] Se ha especializado en representar a corporaciones que encaran una publicidad de riesgo, así como clientes privados que buscan que se les haga justicia por males que les han hecho negocios negligentes e individuos, aparte de llevar a cabo un número de casos como labor voluntaria.
Albert ha escrito de forma extensa, entre otros temas, sobre temas legales tan diversos como la regulación de agencias clasificatorias, leyes contra el monopolio, leyes de bancarrota, política económica y las leyes de propiedades intelectuales.
Sus artículos han sido publicados en varias publicaciones legales como Los Angeles Lawyer Magazine. [4] [5] Albert ha ejercido en leyes civiles, enfocándose exclusivamente en temas complejos sobre demandas comerciales, juicios y apelaciones relacionadas. Varios de los casos complejos comerciales que Albert ha litigado han resultado con decisiones importantes que han sido publicadas, siendo citadas en tribunales, tratados y comentarios en otros casos, incluyendo:
Streamcast Networks, Inc. v. Skype Techs., S.A., 547 F. Supp. 2d 1086 (C.D. Cal. 2007) (Los acusados alegaron que la transferencia de la tecnología fuera de las manos de los demandantes y a un control exclusivo de otros acusados, incluso si violaron las provisiones de un acuerdo por escrito, no resultó en precios más altos en una baja de producción para el consumidor. Como tal, los demandantes no pudieron acusar de perjuicios por un antimonopolio entendible. [6]
MGM Studios, Inc. v. Grokster, Ltd., 454 F. Supp. 2d 966 (C.D. Cal. 2006) (Una demanda histórica de colegas contra colegas] [7]
State Farm Mutual Automobile Insurance Co. v. Superior Court, 121 Cal. App. 4th 490 (2004) (Caso de tribunal negó la moción del acusado de descalificar al juez; la decisión del tribunal referente a conflicto de leyes no constituyó un “juicio” al conceder al acusado una petición para un revisión rápida del caso no resultó en un “nuevo juicio”.)
Transamerica Life Insurance Co. v. Merrill Lynch & Co., 302 B.R. 620 (N.D. Iowa 2003) (se concedió la moción de enviar la acusación a otro tribunal debido a que la recuperación de los demandantes no afectaría directamente las posesiones de bancarrota de Enron. Enron no fue nombrado como empresa acusada, con el procedimiento estando dentro de lo “relacionado con” el materia del caso bajo jurisdicción). (8)
AUSA Life Ins. Co. v. Citigroup, 293 B.R. 471 (N.D. Iowa 2003) (transferencia a otro tribunal sobre acusación de seguridad de fraude relacionado con Enron).
State Farm Mutual Automobile Ins. Co. v. Superior Court, 114 Cal. App. 4th 434 (2003) (En una demanda colectiva nacional por tomadores de seguros contra una empresa de seguros, la ley del estado donde la empresa fue incorporada fue aplicada sobre acciones de sus decisiones internas, pero la desestimación de la acción no fue apropiada; tal acción pudo proceder de forma apropiada en el tribunal estatal de California).[9]
In re Brown, 17 Cal. 4th 873 (1998) (Ayuda de habeas corpus fue concedida a un acusado, quien fue convicto de asesinato, donde la fiscalía no reveló un examen positivo de drogas de una muestra de sangre del acusado, lo que hubiese ayudado en su defensa por haber disminuido su capacidad).

Henry v. Alcove Inv., 233 Cal. App. 3d 94 (1991) (mientras que una orden del aplazamiento de arbitraje era apelable, la provisión de un acuerdo de jurisdicción legal cerró un argumento de derecho de prioridad contra el aplazamiento, y los terceros de los acusados que no son parte del acuerdo no fue una artimaña y puso en riesgo dictámenes conflictivos). [10]
Hill v. State Farm Mutual Automobile Ins. Co., 166 Cal. App. 4th 1438 (2008) (en una acción contra una financiera de seguros por dividendos, los toma seguros no tuvieron derecho a una contabilidad en parte debido a una demanda de incumplimiento de contrato que fue impedida por el dictamen de un tribunal de negocios. La mesa directiva pudo contar con información de la gerencia de la empresa y su departamento actuarial en cumplir su deber con resultados benéficos. [11]
In re Acacia Media Techs. Corp., 2005 U.S. Dist. LEXIS 37009 (N.D. Cal. July 19, 2005) (El dueño de la patente de varios proveedores de entretenimiento de adultos con base en Internet puso una demanda acusándolos de que estos violaron sus patentes, desestimaron un contra reclamo por un abuso de proceso dado que la iniciativa de la demanda del dueño de la patente no pudo formar una base para un contra reclamo por un abuso de proceso. Las otras demandas del dueño de la patente contra los acusados no pudieron formar la base del contra reclamo del procedimiento de abuso de la empresa dado que eran demasiado remotas. Las supuestas declaraciones erróneas del dueño de la patente a los medios no abusaron del proceso judicial).
Streamcast Networks, Inc. v. Skype Techs., S.A., 547 F. Supp. 2d 1086 (C.D. Cal. 2007) (Los acusados alegaron que la transferencia de la tecnología fuera de las manos de los demandantes y al control exclusivo de otros acusados, incluso si violo las provisiones de una cuerdo legal, no resultó en precios más altos o en una baja de producción por el público consumidor. Como tal, el demandante no pudo comprobar daños reconocibles de antimonopolio.[12]

## Su papel en los casos de abuso sexual del clero
Albert fue uno de los cuatro abogados defensores claves (de entre cientos de abogados) para la Arquidiócesis Católica de Los Ángeles en más de 600 casos de abuso sexual clerical desde 2001 a 2008. En esa capacidad, Albert abogó por una mayor transparencia y revelación propia de los casos de abuso sexual del clero en los que se vieron involucrados menores de edad. Fue el arquitecto principal del reporte, el cual fue un hito, de la arquidiócesis llamado Reporte al pueblo de Dios: Abuso sexual del clero, Arquidiócesis de Los Ángeles, 1930-2003. [13). También ha escrito sobre las enseñanzas de la Iglesia Católica sobre la ética sexual con respecto a las uniones entre personas gay y sobre el matrimonio gay. [14] Albert jugó un papel clave en obtener 300 millones de dólares en pagos de defensa e indemnización de los seguros de la Arquidiócesis, usando un análisis de una cobertura sofisticada que incluyó pólizas excesivas de seguros que datan de la década de los cincuenta. Luego fue nombrado como el “Zar de la resoluciones”, siendo el responsable de negociar, cerrar y administrar 660 millones de dólares en resoluciones de 45 casos de abuso sexual clerical en el 2006 y de 517 casos de abuso sexual clerical entre el 2007 y el 2008, ayudando a compensar a las víctimas por el daño que sufrieron.

## Condecoraciones y filantropía

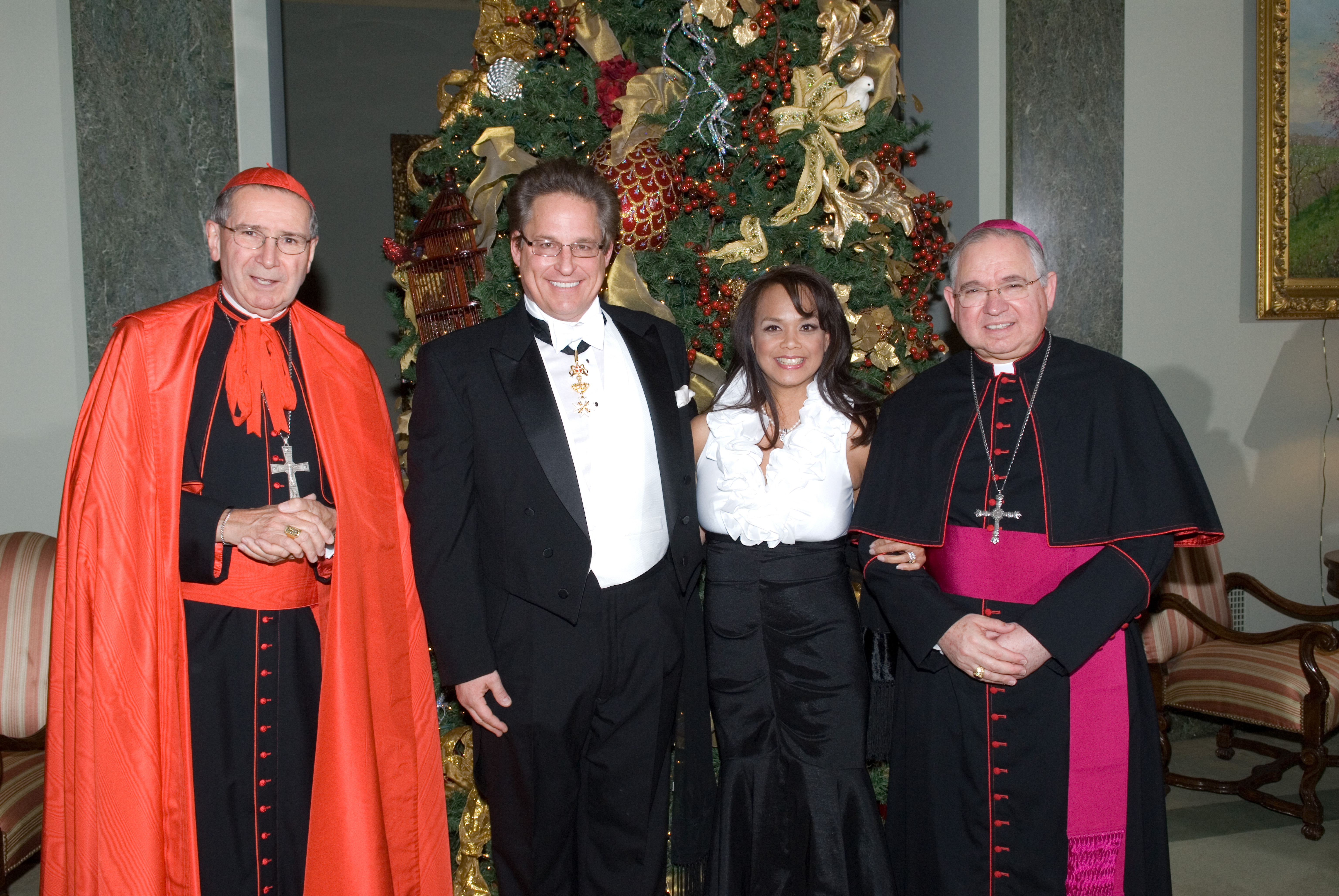
Mark y Ana Albert con el Cardenal Roger Mahony (izquierda) y el Arzobispo José Gómez.

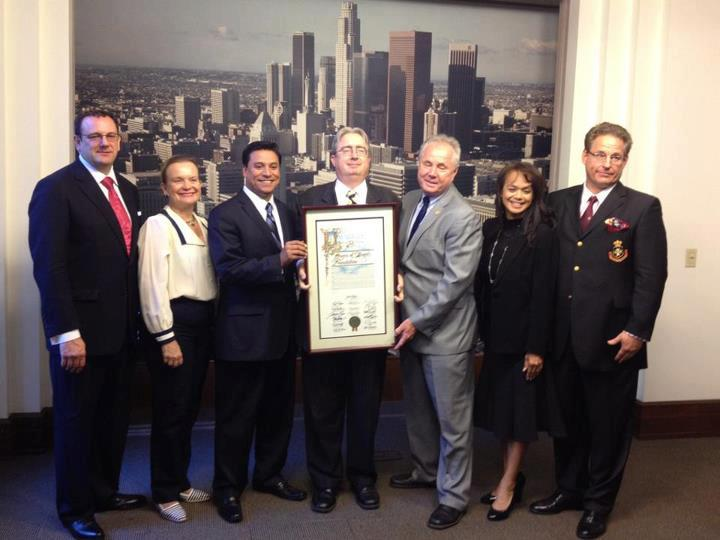
Mark Albert (derecha) con los miembros del Concejo de la Ciudad de Los Ángeles, José Huizar y Tom LaBonge y miembros de la mesa directiva de la Fundación Queen of Angels

Los distritos Segundo, Cuarto y Quinto del Tribunal de Apelaciones de California nombraron a Albert como abogado de apelación para representar a acusados indigentes bajo apelación. El Bufete Estatal del Estado de California le rindió honores por sus esfuerzos como voluntario defendiendo a consumidores y a otros individuos desempleados o marginados. Entre otras condecoraciones, Albert fue el recipiente del premio Wiley W. Manuel, del Bufete Estatal del Estado de California por Servicios Legales como voluntario, el Premio por Servicio como Voluntario del Presidente y el Premio como Abogado Público William O. Douglas (fue recipiente como parte de un equipo).
A finales de 1993 y principios de 1994, Albert y sus amigos fundaron Allegro! (ahora conocido como Pulse), un grupo de apoyo de jóvenes profesionistas de la Orquesta de Cámara de Los Ángeles. [15] Apoyaron a la orquesta al recaudar dinero en salones musicales en hogares privados y centros históricos, en los que los músicos de orquesta tocaban para los invitados. En 1997, Albert fundó Aria!, un grupo de profesionistas jóvenes que apoyan la Ópera de Los Ángeles. [16] Él y sus colegas vendieron una serie de conciertos selectos, enfocándose en jóvenes profesionistas, llevaron a cabo una fiesta de gala, White Tie Summer Opera Ball y patrocinaron varios recitales de ópera en hogares privados, museos, en el Music Center y otros centros con un gran significado arquitectónico para generar interés y continuar apoyando a la música de ópera y el arte. Ambas organizaciones continúan existiendo.
Además del trabajo de Albert como voluntario legal y sus esfuerzos por apoyar a las instituciones culturales de Los Ángeles, también apoya los esfuerzos por asistir a los desamparados, los enfermos, los pobres y familias de bajos recursos a través de caridades eclesiales. Albert es miembro de los Caballeros de Malta y es copresidente del Comité de la Defensa de la Fe de la Orden de Malta en la región de Los Ángeles. 
Albert es el presidente y fundador de la Fundación Queen of Angels, de Los Ángeles, una sociedad católica de caridades, devociones y sin fines de lucro con la Arquidiócesis de Los Ángeles. La fundación patrocina un desfile anual y la procesión anual Grand Marian Procesión (Procesión Anual Mariana) en el Centro Cívico de Los Ángeles con el fin de celebrar la fundación de la Ciudad de Los Ángeles el 4 de septiembre de 1781, con el propósito de honrar los logros y la diversidad de Los Ángeles y celebrar el día de la Fiesta de Nuestra Señora de Los Ángeles, su patrona y su nombre.
El alcalde Antonio Villaraigosa y el Concejo de la Ciudad de Los Ángeles le han entregado condecoraciones a Albert por sus contribuciones cívicas a la Ciudad de Los Ángeles.